# 约鲁巴战争
约鲁巴战争是18世纪末和19世纪西非约鲁巴人之间、约鲁巴人與富拉尼人、达荷美人之间爆發的一系列冲突。1835年，奧約帝國首都被伊洛林王国占领，奧約帝國境內各城邦抗击伊洛林王国的进攻。19世纪40年代后，奧約帝國各城邦又互相交戰。伊洛林王国、达荷美王國也介入其中。1870年代，约鲁巴各邦与伊洛林又联合进攻伊巴丹。1893年，伊巴丹和伊洛林之间停战，约鲁巴战争结束。